# Нађа Духачек
Нађа Духачек је српска антрополошкиња, активисткиња и феминисткиња.

## Биографија
Основне студије је завршила на Америчком универзитету у Бугарској, на програму студија Југоисточне Европе. Стекла је заједничку мастер диплому у области студија рода и женских студија (ГЕММА) на програму Ерасмус Мундус на универзитету у Гранади и Институту за друштвене науке у Љубљани.
Учествује у раду Групе 0 (група људи заинтересованих за подстицање образовања), Левог самита Србије (неформална асоцијација левичарских група и организација) као и Савеза антифашиста Србије.
Координаторка је предавачког програма Центра за женске студије у Београду и дугогодишња сарадница Истраживачке станице Петница. 
Радила је у Канцеларији за Европске интеграције Владе Србије (2008) и Иницијативи младих за људска права (2006-2007). Активисткиња је Жена у црном. Чланица је Британске асоцијације за род и образовање (Gender and Education Association – GEA).
Сарађивала је са разним организацијама и покретима међу којима су: феминистички културни центар БеФем, Рефлектор Театар, Фемиџ, Рок камп за девојчице, Скаска (Зрењанин), Алтернативни центар за девојчице (Крушевац), Импулс (Тутин) и Академска иницијатива Форум 10 (Нови Пазар)... На промоцији науке међу девојчицама сарађивала је и са Уницефом. Држала је предавања на Филозофском и Факултету политичких наука у Београду, Институту за филозофију и социологију, Институту за криминолошка и социолошка истраживања, Истраживачкој станици Петница, Центру за промоцију науке. Чланица је Друштва истраживача у образовању у Србији (ДИОС), Секције за феминистичка истраживања и критичке студије маскулинитета (СеФем) као и глобалне Асоцијације за род и образовање (ГЕА).
Као жене које су изузетно утицале на њен рад истиче Жарану Папић и Лидију Склевицки. 
Као главне области њеног истраживачког рада наводе се: род и образовање, феминистичка образовна политика, етнографија основне школе, педагошка улога популарне културе, сексуална едукација, суочавање са прошлошћу.